# South Amboy
South Amboy es una ciudad ubicada en el condado de Middlesex en el estado estadounidense de Nueva Jersey. En el año 2010 tenía una población de 8,631 habitantes y una densidad poblacional de 1,233 personas por km².

## Geografía
South Amboy se encuentra ubicada en las coordenadas 40°28′53″N 74°17′6″O / 40.48139, -74.28500.

## Demografía
Según la Oficina del Censo en 2000 los ingresos medios por hogar en la localidad eran de $50,529 y los ingresos medios por familia eran $62,029. Los hombres tenían unos ingresos medios de $42,365 frente a los $29,737 para las mujeres. La renta per cápita para la localidad era de $23,598. Alrededor del 7.4% de la población estaba por debajo del umbral de pobreza.